# Krigsåret 1810

## Pågående krig
- Napoleonkrigen (1803-1815)[1]
  - Frankrike på ena sidan
  - Ryssland, Österrike, Storbritannien, Preussen, Sverige med flera på andra sidan.

- Rysk-persiska kriget (1804-1813)
  - Persien på ena sidan
  - Ryssland på andra sidan

- Rysk-turkiska kriget (1806-1812)
  - Ryssland på ena sidan
  - Osmanska riket på andra sidan

- Sydamerikanska självständighetskrigen (1808-1829)
  - Spanien på ena sidan.
  - Sydamerikaner på andra sidan.

## Händelser

### Januari
- 6 januari - Fred sluts mellan Sverige och Frankrike i Paris. Sverige antar kontinentalsystemet och återfår svenska Pommern.

### Augusti
- 27 augusti - Den portugisiska gränsfästningen Almeida intas av Frankrike efter belägring.

### September
- 27 september - Den brittisk-portugisiska hären under Hertigen av Wellington besegrar fransmännen i Slaget vid Bussaco i Portugal.

### November
- 17 november - Napoleon I tvingar Sverige att förklara Storbritannien krig. Eftersom Sverige och Storbritannien egentligen står på samma sida söker svenskarna under kriget mot Storbritannien att så lite som möjligt försämra förhållandet till Storbritannien.

## Födda
- 30 juli – Leonhard von Blumenthal, tysk fältmarskalk.
- 8 november – Pierre Bosquet, fransk fältmarskalk.
- 6 december – Robert Napier, 1:e baron Napier av Magdala, brittisk fältmarskalk.
- 23 december – Ernest Courtot de Cissey, fransk krigsminister.

## Avlidna
- 7 mars – Cuthbert Collingwood, 1:e baron Collingwood, engelsk befälhavare.

### Fotnoter
1. ↑  ”World Statesmen”. http://www.worldstatesmen.org/WARS.html. Läst 28 juni 2011.